# إراستوس سالزبوري فيلد
إراستوس سالزبوري فيلد (بالإنجليزية: Erastus Salisbury Field) هو رسام أمريكي، ولد في 19 مايو 1805 في ليفيريت في الولايات المتحدة، وتوفي في 28 يونيو 1900 في Sunderland, Massachusetts ‏ في الولايات المتحدة.